# Cory Alexander
Cory Lynn Alexander, född 22 juni 1973 i Waynesboro, Virginia, är en amerikansk före detta professionell basketspelare. Han avslutade sin karriär 2005.
Under sin NBA-karriär spelade Alexander för San Antonio Spurs, Denver Nuggets, Orlando Magic och Charlotte Bobcats. Största delen av säsongen 2003/2004 spelade han för det italienska laget Virtus Roma.